# Digitaria henryi
Digitaria henryi är en gräsart som beskrevs av Alfred Barton Rendle. Digitaria henryi ingår i släktet fingerhirser, och familjen gräs. Inga underarter finns listade i Catalogue of Life.